# Jacques Thomelin
Jacques Thomelin /ʒak tɔmˈlɛ̃/, chiamato anche Jacques-Denis o Alexandre-Jacques-Denis, (Parigi, 1635 circa – Parigi, 28 ottobre 1693) è stato un compositore, clavicembalista e organista francese.

## Famiglia
Suo padre, di nome Jacques, era maestro scrivano a Parigi, borghese di Parigi ma probabilmente originario della Brie, come i Couperin. Fino al 1650 abita vicino alla chiesa di Saint-Germain-l'Auxerrois, rue de la vieille Harengerie, poi si trasferisce in rue des Postes, presso la chiesa di Saint-Étienne-du-Mont. Dopo il matrimonio con Marie Balestel ha quattro figli: il primo si chiama Guillaume, il secondo Jacques-Denis e diventerà organista, il terzo e il quarto invece Martin e Marie.
Jacques-Denis si sposa il 10 novembre 1653 con Hélène Dumelin, figlia di un orafo parigino, che gli porta 2400 livres di dote. Nel 1655 si stabilisce con la moglie in rue du Fouarre, presso l'abbazia di Saint-Germain-des-Prés. Nel 1669 si trasferisce in rue de la Verrerie.
L'8 novembre 1684, Thomelin, in quanto esecutore testamentario di Pierre Méliton, organista della chiesa di San Giovanni in Grève, firma l'inventario dopo il decesso del defunto collega e amico.
Jacques-Denis muore il 28 ottobre 1693, quattro giorni dopo aver redatto il proprio testamento e viene sepolto nella chiesa di Saint-Jacques-la-Boucherie. L'inventario dei suoi beni dopo il decesso è noto: oltre a 3000 livres in contanti, lascia dei manoscritti di musica alla vedova (che si trasferisce in rue des Prouvaires con la figlia maggiore).
Jacques-Denis (che verso la fine della propria vita si firmava anche Alexandre, A. J. o A. J. D.) ebbe due figlie. La minore, Éléonore, sposa nel 1683 Nicolas Aunillon, sostituto del procuratore generale del Gran Consiglio. Marie-Madeleine, la maggiore, nata prima del 1660, si sposò tardi con François Collesson, uomo d'affari e commesso di Dupille, ricevitore generale delle finanze di Lione, per contratto del 18 marzo 1695. Fra la giovane coppia ed Hélène Dumolin sorgono dispute; quest'ultima alla fine disereda la figlia e reclama dei fogli di musica di cui Marie-Madeleine si sarebbe appropriata, ma che non furono mai ritrovati.
Guillaume Thomelin, fratello maggiore di Jacques-Denis, è organista come il fratello e maestro scrivano come il padre. Si sposa nel 1657 con Gabrielle Lhuissier, vedova di Jacques Oudinot, figlia di un maestro delle acque e delle foreste di Mantes e Meulan, e dotata dal padre di una rendita di 300 livres.

## Carriera
La formazione di Jacques-Denis non è nota. Dal 1653 è organista nella chiesa di Saint-André-des-Arts (fino al giugno 1669, quando lo strumento passa a Claude de Montalan), poi passa al monastero carmelitano di Place Maubert, dove resterà fino alla morte facendosi talvolta sostituire dal fratello maggiore Guillaume.
Nel 1667 diventa primo titolare dell'organo di questa chiesa, allora appena terminato dai figli dell'organaro Pierre Thierry, e mantiene questo incarico fino al 1685, quando lo cede all'allievo Tassin.
Nel 1669 ha accesso all'organo di Saint-Jacques-la-Boucherie, a causa della morte di Étienne Richard. Un accordo stretto 22 giugno 1669 con i sacrestani di questa parrocchia precisa le modalità di questo impiego: guadagna 400 livres, dalle quali gliene sono trattenute 200 per l'affitto di un alloggio di servizio di proprietà della fabbriceria sito in rue des Lombards. I registri capitolari della chiesa conservano il testo di una reprimenda del capitolo nei confronti dell'organista:
E siccome la lunghezza che il signor Thomelin, organista, applica al suo servizio all’organo stanca e infastidisce tanto il clero quanto i parrocchiani, i quali se ne lamentano continuamente, e siccome egli è stato diverse volte inutilmente indotto a smettere, abbiamo deciso che il suddetto signor Thomelin sarà ancora avvertito di attenersi al cerimoniale della chiesa di Parigi, il quale richiede espressamente che l'accompagnamento dell'organo non sia né lungo né precipitato, altrimenti saremo costretti a prendere provvedimenti.
Il decennio del 1670 gli porta un periodo di celebrità e viene spesso chiamato per valutare organi. Il suo nome diventa sufficientemente noto da potersi presentare nel 1678 al concorso per diventare organista della Chapelle royale organizzato in seguito alla morte di Joseph Chabanceau de La Barre; in questa occasione l'incarico viene diviso in quattro quarti (trimestri dell'anno). Thomelin vince il concorso e ottiene il primo quarto (da gennaio a marzo), mentre a Jean-Baptiste Buterne, Guillaume-Gabriel Nivers e Nicolas Lebègue vengono affidati gli altri tre quarti.  Dà lezioni al giovane François Couperin fra il 1679 e il 1685 e si suppone che sia stato suo allievo anche François de Lalande, fratello di Michel-Richard de Lalande, che sembra l'abbia assistito nella chiesa di Saint-Jacques. Figura nella giuria del concorso tenuto nell'aprile 1683 per i posti di sotto-maestro alla Chapelle royale. Oltre alla sua carica di organista, acquista la carica di segretario ordinario del re.
Dopo la sua morte sarà il suo allievo Couperin ad acquisire il suo quarto alla Chapelle royale:
Nel pomeriggio [il re] volle ascoltare sette organisti diversi per sceglierne uno da mettere al posto di uno dei suoi (che si chiamava Thommelin) che era morto; ma, dopo averli ascoltati, non volle rendere nota la sua scelta, che sapemmo tre giorni dopo trattarsi di uno di nome Couperin. (Mémoires di Sourches, 27 dicembre 1693)
Nella chiesa di Saint-Jacques-la-Boucherie, come dai carmelitani di Place Maubert, è suo nipote Louis-Jacques Thomelin (figlio di Guillaume) che Jacques-Denis designa come suo successore, a patto di finanziare qualche piccola riparazione all'organo di Saint-Jacques, per dei difetti che Jacques-Denis avrebbe dovuto - secondo il parere del capitolo - riparare quando era in carica.

## Opere
Per organo :
- Œuvres de Jacques Thomelin, a cura di Nicolas Gorenstein, Parigi, Chanvrelin, 2006 (CHAN 059), 22 pp.

Contiene : Pange lingua, 5 versetti dell’inno Ave maris stella, trii, duetti, recitativi, preludi. Queste opere provengono da tre manoscritti musicali conservati nella Biblioteca Sainte-Geneviève di Parigi (Ms. 2348, 2353 et 2356).
Nicolas Gorenstein, curatore dell'edizione, suppone che si tratti di quaderni di allievi redatti nell'ultimo quarto del XVII secolo - contengono inoltre pezzi i cui autori sono stati identificati in Jacques Champion de Chambonnières, Louis Couperin e Étienne Richard). L’attribuzione a Thomelin viene dal fatto che alcuni pezzi necessitano di una voix humaine al pedale, e a quell'epoca gli organi di Saint-Jacques-la-Boucherie e di Saint-André-des-Arts figuravano fra i rari strumenti francesi che la possedevano.
Il Pange lingua e i cinque versetti dell'inno Ave maris stella (Ms. 2353) sono stati pubblicati come anonimi da Gaston Litaize e Jean Bonfils nella collezione L'organiste liturgique, « Les pré-classiques français », vol. 18, ed. Schola Cantorum, Parigi, 1957.
I quattro duetti e due preludi del Ms. 2348, i dodici brevi preludi o cadenze, il trio e il recitativo del Ms. 2353, come anche la basse de trompette (o cromorne) del Ms. 2356, sono anch'essi stati pubblicati da Gaston Litaize e Jean Bonfils nella collezione L'organiste liturgique, « Les pré-classiques français » (supplemento), vol. 31, ed. Schola Cantorum, Parigi, 1960 circa.
- Vari pezzi d'organo contenuti nel manoscritto Bruxelles BR : MS III 926. Editi da Léon Kerremans nel supplemento di L'organiste, 1966 (Bas-Oha : Union Wallonne des Organistes, 1966).

Per clavicembalo:
- Allemande de Mr Thomelin. Manoscitto, Berkeley UL: Hargrove Music Library MS 1365. Vedi Moroney 2005.
- Allemande de M. Thomelin, in sol minore. Manoscritto, inizio del XVIII secolo, 4 pagg., Parigi BnF (Mus.): VM7-1817 bis; pubblicata da Gaston Litaize e Jean Bonfils nella collezione L'organiste liturgique, Parigi, Schola Cantorum, 1957, Les pré-classiques français, vol. 18.
- Allemande pour clavecin in re minore. BnF, Parigi, dipartimento della Musica, RES VMD MS-115.

Una raccolta delle opere di Thomelin sembra sia stata pubblicata dal figlio, a quanto recita una richiesta di privilegio: "Il signor Thomelin ci ha presentato delle lettere di privilegio [...] per la stampa di un libro d'organo composto dal defunto Thomelin suo padre, per il tempo di 10 anni, dato a Parigi il 6 febbraio 1698". La raccolta è perduta (sempre che sia stata effettivamente pubblicata).

## Discografia
- Cinq siècles de musique d'orgue à Saint Bertrand-de-Comminges, Élisabeth Amalric, organo. 1 CD Artephonix, 2009 (collezione Pyrénéorgues ; 02). Contiene l’Ave maris stella attribuito a Thomelin da N. Gorenstein.